# Lewis Weston Dillwyn

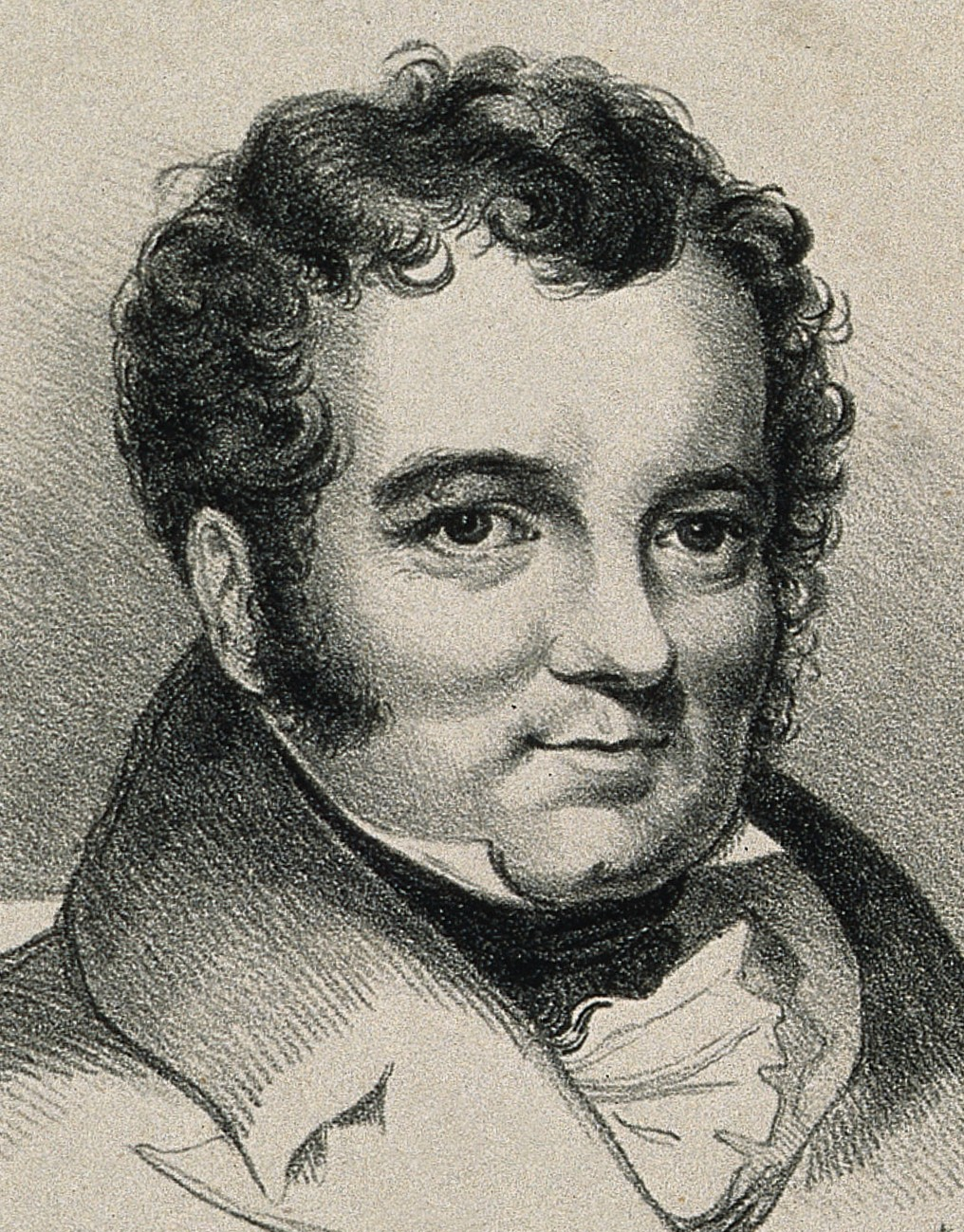
Lewis Weston Dillwyn auf einer Lithographie von Eden Upton Eddis, 1833

Lewis Weston Dillwyn  (* 1778 in Walthamstow, Essex; † 1855) war Mitglied der Royal Society und der Linnean Society of London sowie ein britischer Politiker und Parlamentsmitglied. Seine Eltern William Dillwyn (1743–1824), ein Quäker aus Pennsylvania und Sarah Dillwyn (geborene Weston) waren 1777 in der schwersten Phase Philadelphias während des Amerikanischen Unabhängigkeitskrieges aus den Kolonien nach England zurückgekehrt und hatten sich in Higham Lodge, Walthamstow, Essex niedergelassen.
William Dillwyn war ein lautstarker Kämpfer gegen die Sklaverei und reiste dabei durch England und Wales. Es war bei einer dieser Reisen, bei denen er die Übernahme der Cambrian Pottery in Swansea, Glamorganshire von George Haynes arrangierte. Lewis W. Dillwyn wurde 1802 von seinem Vater nach Swansea geschickt, um die Kontrolle der Töpferei zu übernehmen. Obwohl Dillwyn zuvor keine Erfahrungen mit der Produktion von Keramik hatte, begeisterte er sich für diese Tätigkeit, und die Qualität der Produkte verbesserte sich während seiner Führung der Fabrikation.
Dillwyn heiratete 1807 Mary Adams, die Tochter von Oberst John Llewelyn aus Penllergare, Llangyfelach und hatte sechs Kinder mit ihr, darunter der Fotograf John Dillwyn Llewelyn (1810–1882).
Lewis Weston Dillwyn war ebenfalls anerkannt für seine Veröffentlichungen zur Botanik und Conchologie, darunter The British Confervae, eine 1809 veröffentlichte illustrierte Studie der britischen Süßwasseralgen. Zu den Illustratoren dieses Buches gehören William Jackson Hooker, Ellen Hutchins und William Weston Young. Dillwyn ist als Entdecker mehrere Arten von Cladophora anerkannt.
Er zog sich 1817 aus der Töpferei zurück, 1818 wurde er High Sheriff of Glamorgan. 1834 wurde er in das erste reformierte Parlament gewählt. Dillwyn wurde 1839 Bürgermeister von Swansea. Dillwyn war einer der Gründer der Royal Institution of South Wales und erster Präsident der Vereinigung. 1840 veröffentlichte er ein kurzes Werk zur Geschichte Swanseas.

## Schriften (Auswahl)
- Lewis Weston Dillwyn, Friedrich Weber, Daniel Matthias Heinrich Mohr (Deutsche Bearbeitung): Grossbritanniens Conferven. Heinrich Dieterich, Göttingen 1803 (google.de).
- Dawson Turner, Lewis Weston Dillwyn: The botanist’s guide through England and Wales. Phillips and Fardon, London 1805 (englisch, google.de).
- Lewis Weston Dillwyn: A Descriptive Catalogue of Recent Shells. John and Arthur Arch, Cornhill 1817 (englisch, google.de).
- An index to the Historia conchyliorum of Lister, with the name of the species to which each figure belongs, and occasional remarks. Oxford University Press, Oxford 1823 (Digitalisat).
- A review of the references to the Hortus malabaricus of Henry Van Rheede Van Draakenstein. Murray and Rees, Swansea 1839 (Digitalisat).